# Wyżyna Azande
Azande – wyżyna w środkowej Afryce, zbudowana ze skał prekambryjskich, położona na pograniczu Sudanu Południowego, Demokratycznej Republiki Konga oraz Republiki Środkowoafrykańskiej. Wysokość wyżyny dochodzi do 1400 m n.p.m.
W większości jest ona porośnięta lesistą sawanną. Na wyżynie znajdują się liczne parki narodowe oraz rezerwaty przyrody. Azande jest regionem, w którym wydobywa się diamenty oraz złoto.